# Gevangenisgeld
Betaalpenningen die speciaal gemaakt werden voor gebruik binnen gestichten, werkhuizen en gevangenissen worden gevangenisgeld genoemd. Gevangenisgeld was in Nederland in gebruik in de 19e eeuw.
Krachtens een Koninklijk Besluit van 11 februari 1823, moest de prijs van al hetgeen in de kantines van gevangenissen zou worden verkocht in fictieve munt worden betaald. Daarom werden er vanaf 1824 huismunten ingevoerd.
In een Koninklijk Besluit van 23 mei 1861 werd het gebruik van de munten in gevangenissen per 1 juli 1861 weer verboden.

## Maatschappij van weldadigheid
Met name om te voorkomen dat men sterkedrank kocht, werd er binnen de verschillende gestichten van de vereniging Maatschappij van Weldadigheid eigen geld ingevoerd. Dit gebeurde voor het eerst in 1822 of 1823 in de strafkolonie aan de Ommerschans (Overijssel) en de jaren erna in de (gewone) koloniën Frederiksoord (Drenthe) en Veenhuizen (Drenthe).
De munten werden tot 1830 zelf vervaardigd en zijn erg primitief:
Van ongeveer 1822/23 tot ongeveer 1823/24 circuleerden in Ommerschans muntjes van ½c, 1c, 5c, 10c, 25c en 50c van blik.
Daarna, dus van ongeveer 1823/24 tot 1830 werden deze vervangen en circuleerden er in Ommerschans twee series muntjes door elkaar met de letters "OS" op de keerzijde.
Munten van koper van ½c, 1c, 1¼c, 2½c, 5c, 10c, 25c en 50c en in ijzer van 1¼c, 2½c, 5c, 10c, 25c en 50c.
Van circa 1825 tot circa 1830 circuleerden er in Frederiksoord muntjes van ½c en 1c in koper, met de letters F, KN en het cijfer 1, 3 of 4.
Van circa 1825 tot december 1831 circuleerden er in Veenhuizen muntjes van ½c, 1c, 5c, 10c, 20c, 25c, 30c, 40c uit koper en blik, met daarop 2G (2e gesticht) of 3G (3e gesticht) en de letters KV (Kolonie Veenhuizen).
Vanaf december 1830 werd er, eerst in de kolonie Ommerschans zelf vervaardigde, nieuwe munten ingevoerd van ½c, 1c, 2c, 5c, 10c (zink), 15c, 20c, 25c, 50c en 100c (koper).
Vanaf 1837 werden ze (met dezelfde stempels) geslagen bij de firma G. van Maanen. Deze munten werden voorzien van de letters MVW en de keerzijde blanco.
In december 1842 werden in de Gewone Koloniën Frederiksoord, Wilhelminaoord en Willemsoord dezelfde uniforme munten ingevoerd maar met de letters GK, van waarden ½c, 1c, 5c, 10c (zink), 25c, 50c en 100c (koper).
In Veenhuizen werd in april of mei 1841 deze nieuwe uniforme munten ingevoerd van ½c, 1c, 5c, 10c (zink), 15c, 25c, 50c en 100c (koper).
Deze munten werden voorzien van de letters MVW en de keerzijde V1, V2 of V3 (gesticht 1, 2 of 3).
Na 1859 zijn er door de Staat munten geslagen voor de rijksgestichten Ommerschans en Veenhuizen van ½c, 1c, 5c, 10c (zink) en 25c (koper). Met daarop cursief O&V op de voorzijde, en op de keerzijde R.Gestn.

## Werkhuis Amsterdam

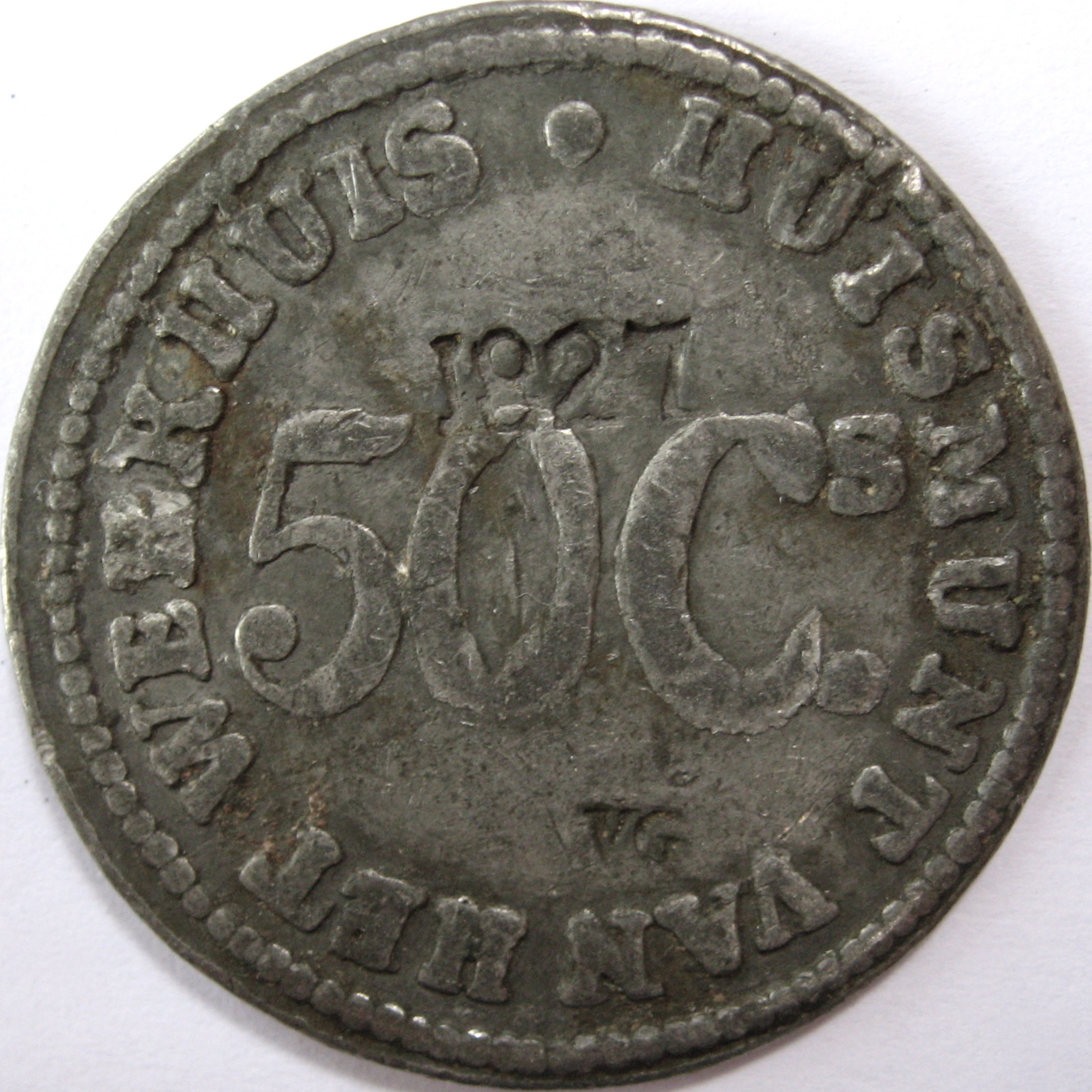
50c munt van het Werkhuis in Amsterdam

Er bestaan van het werkhuis in Amsterdam munten uit 1824 van ½c, 1c, 5c, 10c (lood) en 50c (van tin-zink).
De munt van 50 cent is gemaakt in de fabriek van De Heus of het werkhuis zelf. De lagere waarden zijn allemaal in het werkhuis zelf gemaakt.
Omdat er na de invoering verschillende vervalsingen werden ontdekt, zijn ze in 1827 gestempeld met dat jaartal (1827) en VG (de initialen van Dirk Jakob van Grutting, de suppoost/leider van de werkinrichting). De munten komen dus ook voor zonder instempeling en zijn dan meestal vervalsingen uit de periode.
Op 27 december 1837 moest alles weer ingewisseld worden. Er werd oorspronkelijk in 1824 voor 1000 gulden munten aangemaakt waarvan in 1927 voor 765,685 gulden werd gestempeld en toen weer tot 800 gulden werd aangevuld. In 1837 is uiteindelijk voor 776,50 gulden ingeleverd.

## Strafgevangenissen, huis van reclusie en tuchtiging en huis van militaire detentie
Van 1824 tot circa 1834 werden door plaatselijke blikslagers vervaardigde eenzijdige meestal ijzeren of blikken huismunten ingevoerd in de diverse gevangenissen.
Vanaf maart 1834 werden in de gevangenissen uniforme munt, geslagen op 's Rijks Munt, in gebruik genomen met de waarden ½c, 1c, 5c, 10c, 25c, 50c en 1 gulden.
Op de voorzijde van deze munten was in het midden ruimte gelaten voor het slaan in de gevangenis zelf van een "stadsletter". Alleen in Woerden werden munten (met uitzondering van de gulden) zonder letter in omloop gebracht. De letters waren:
- G = Strafgevangenis Gouda;
- H = Strafgevangenis Hoorn; ook wel met tekst hoorn;
- Cursieve L = Huis van reclusie en tuchtiging te Leeuwarden;
- Rechthoekige L = Huis van militaire detentie te Leiden;
- R = Strafgevangenis Rotterdam.